# Nyt fra Jylland
Nyt fra Jylland er en satirisk tv-serie, der havde premiere på DR2 i efteråret 2014. Serien foregår i den fiktive landsby "Jylland", hvor man møder karikerede men genkendelige typer fra den jyske provins.

## Persongalleri
- Den småkorrupte Politimand Flemming Betjent, der dækker over sin fordrukne ven, Kørerlærer Knudsen, og tager imod bestikkelse i form af køresnoller.
- Den aggressive Aksel overfuser sin altid rummelige nabo Frans. Der skabes dog altid harmoni når der kommer kringle på bordet.
- Crazy Far forsøger desperat at indprente noget vildskab i sin velopdragne søn.
- Redderne Lars og Ole er mere optagede af hverdagens små sysler end af at redde liv.
- Country musikanterne Jimi og Freddy kæmper en umulig kamp for at blive respekterede som musikere.
- Byens lokale radiostation styres af de 2 søskende Lulu og Marianne. Deres uenigheder skaber ofte problemer når de "sender live".

## TV
- Nyt fra Jylland (DR2) (2014)
- MRSA special afsnit (2015)

## Liveshow
- Hold Hold Hold Tour - Danmarksturne (2017)

## Medvirkende
Serien er skrevet af Joachim Jepsen og René Riis der også spiller de fleste roller. Andre medvirkende er bl.a. Kurt Ravn, Kirsten Olesen og Jørn Faurschou. Seriens instruktør Klaus Spendser har også instrueret tv-serien Danish Dynamite.

## Online kampagner
Karaktererne fra Nyt fra Jylland har være brugt i en facebookkampagne for DR-Satire i 2015, hvor Flemming betjent stoppede forskellige berømtheder i fartkontroller. Her medvirkede bl.a. Jørgen de Mylius, Jan Hellesøe, Chili Claus og Nikolaj Sonne.
Samme karakterer blev brugt i trafiksikkerhedskampagnen Tænk dig om for Vestegnens Trafiksikkerhedsråd i 2016.